# Hilara anglodancia
Hilara anglodancia är en tvåvingeart som beskrevs av William Lundbeck 1913. Hilara anglodancia ingår i släktet Hilara och familjen dansflugor. Inga underarter finns listade i Catalogue of Life.